# Pascal Boyer
Pascal R. Boyer (geb. vor 1988) ist ein französisch-amerikanischer Psychologe, Anthropologe und Religionsphilosoph.

## Leben
Boyer studierte an der Universität Paris-Nanterre.
Boyer unterrichtete im Vereinigten Königreich, den Vereinigten Staaten und Frankreich. Er ist Inhaber einer Stiftungsprofessur für Individual and Collective Memory der Henry Luce Foundation an der Washington University in St. Louis.
Boyer befasst sich schwerpunktmäßig mit dem Spannungsfeld zwischen Religion und Kultur, der Natürlichkeit von Religion sowie individuellem und kollektivem Gedächtnis. In dem Buch Und Mensch schuf Gott legt Boyer seine Ansicht dar, dass der Glaube an Götter den Menschen Sinn im tatsächlich Sinnlosen gebe. Er deutet Religion neu, indem er ihren Ursprung in Neurologie und Psychologie sucht. Der Mensch habe gewissermaßen einen Hang zu Spiritualität und erfände sich seinen Gott selbst. Dazu sei er von der Evolution vorbestimmt, da dieses Verhalten ihm nütze.
2021 wurde Boyer in die American Academy of Arts and Sciences gewählt.

## Werke (Auswahl)
Autor
- Barricades mystérieuses & pièges à pensées. Introduction a l'analyse des épogées fang. Société d'Ethnologie, Paris 1988, ISBN 2-901161-31-6.
- Tradition as Truth and Communication. A Cognitive Description of Traditional Discourse. 1. Auflage. Cambridge University Press, Cambridge 1990, ISBN 0-521-37417-0.
- The Naturalness of Religious Ideas. A Cognitive Theory of Religion. University of California Press, Berkeley 1994, ISBN 0-520-07559-5.
- Und Mensch schuf Gott. Klett-Cotta, Stuttgart 2004, ISBN 3-608-94032-4 (Übersetzung der amerikanischen Ausgabe: Religion Explained. The Evolutionary Origins of Religious Thought. Basic Books, New York 2001, ISBN 0-465-00695-7).
- Minds Make Societies : How Cognition Explains the World Humans Create. Yale University Press 2018. ISBN 0300223455.

Herausgeber
- Cognitive Aspects of Religious Symbolism. 1. Auflage. Cambridge University Press, Cambridge 1993, ISBN 0-521-43288-X.